# Новониколаевка (Лиманский район)
Новоникола́евка (укр. Новомиколаївка) — село, относится к Лиманскому району Одесской области Украины.
Население по переписи 2001 года составляло 758 человек. Почтовый индекс — 67511. Телефонный код — 4855. Занимает площадь 0,57 км². Код КОАТУУ — 5122784001.

## Местный совет
67511, Одесская обл., Лиманский р-н, с. Новониколаевка, ул. 8 Марта, 29а